# San Juan del Reparo Norte
San Juan del Reparo Norte es una localidad del estado mexicano de Guerrero. Es parte del municipio de Juan R. Escudero.

## Toponimia
El nombre «San Juan» hace referencia al santo patrono de la localidad: Juan el Bautista.

## Demografía
| Gráfica de evolución demográfica |
|                                  |

| Censo | Población |
| ----- | --------- |
| 1960  | 1 024     |
| 1970  | 1 367     |
| 1980  | 1 860     |
| 1990  | —         |
| 2000  | 941       |
| 2010  | 978       |
| 2020  | 1 056     |